# Lea Grundig

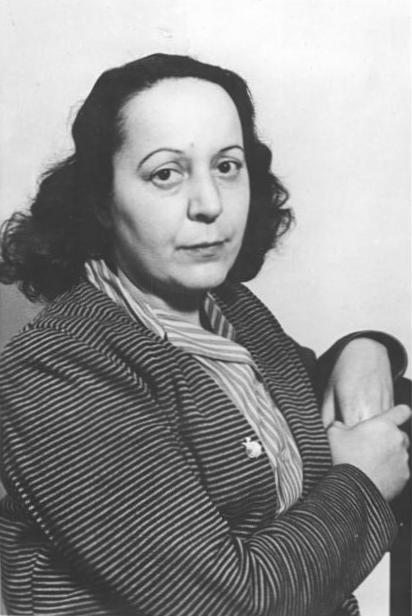
Lea Grundig (1951)

Lea Grundig (geb. 23. März 1906 als Lea Langer in Dresden; gest. 10. Oktober 1977 auf dem Mittelmeer) war eine deutsche Malerin und Grafikerin. Die von den Nationalsozialisten Verfolgte war von 1964 bis 1970 Präsidentin des Verbandes Bildender Künstler der DDR.

## Leben

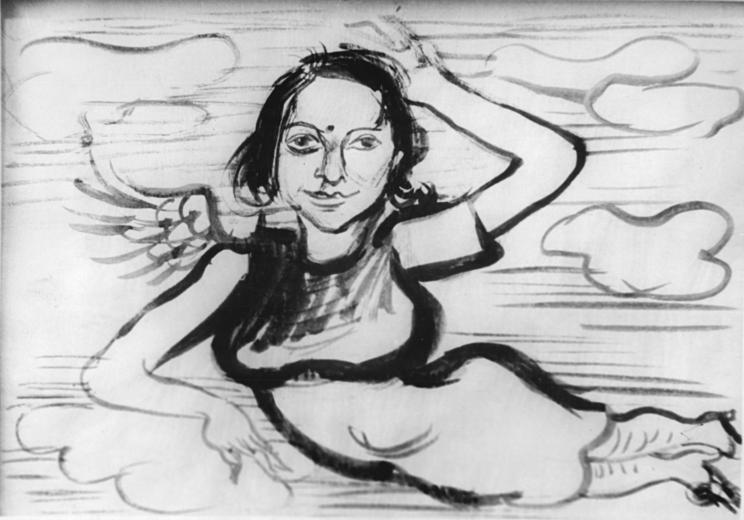
Porträt Lea
Tuschezeichnung ihres Mannes Hans Grundig, 1928

Lea Grundig wuchs in einer jüdischen Kaufmannsfamilie, die aus Galizien eingewandert war, in der Dresdner Altstadt heran. Sie war eine Cousine von Fred, Max und Josef Zimmering sowie von Hans und Max Dankner sowie des kommunistischen Journalisten Bruno Goldhammer (1905–1971). Schon als junges Mädchen lehnte sie sich gegen die jüdisch-orthodoxe Religion auf, wie sie diese in ihrer Familie erlebte. Von 1920 bis 1924 war sie Mitglied im jüdischen Wanderbund „Blau-Weiß“.
Von 1922 bis 1924 besuchte sie die Dresdner Kunstgewerbeakademie. Von 1924 bis 1926 studierte sie an der Akademie der Bildenden Künste Dresden und wurde in die Meisterklasse von Otto Gussmann aufgenommen, der auch Otto Griebel, Wilhelm Lachnit, Gustav Mennicke und Hans Grundig angehörten. Dort lernte sie Otto Dix kennen, den sie als einen ihrer entscheidenden künstlerischen Mentoren ansah.
1926 wurde sie Mitglied der KPD und Mitbegründerin der Dresdner Sektion der Künstlergruppe Asso. 1928 heiratete sie Hans Grundig gegen den Willen ihres Vaters. Im Sommer 1929 besuchte sie die Reichsparteischule der KPD „Rosa Luxemburg“ in Fichtenau bei Berlin.
In der Zeit des Nationalsozialismus wurde sie als Jüdin und Kommunistin verfolgt, ihre Kunstwerke als „entartet“ gegenüber der sogenannten Deutschen Kunst diffamiert. Sie schuf die Zyklen Harzburger Front, Unterm Hakenkreuz (1936), Der Jude ist schuld!, Krieg droht!, Im Tal des Todes und Ghetto. Im Jahr 1935 erhielt sie Ausstellungsverbot; im Mai 1936 wurde sie verhaftet. Wegen ihrer Mitgliedschaft in kommunistischen Organisationen war sie von Mai 1938 bis Dezember 1939 in Haft und konnte einen Tag vor ihrer Deportation in das KZ Ravensbrück in die Slowakei nach Preßburg emigrieren. Ihr Mann Hans Grundig wurde in das KZ Sachsenhausen deportiert.
Alter Genosse von Lea Grundig (1932) aus dem Bestand der Staatsgalerie Stuttgart

Link zum Bild

1940 kam sie in das Flüchtlingslager „Patronka“ bei Preßburg und wurde anschließend auf der Donau nach Tulcea in Rumänien weitertransportiert. Mit dem Flüchtlingsschiff „Pacifique“ gelangte sie nach Haifa und wurde als Gefangene der Engländer auf das requirierte französische Passagierschiff „Patria“ zur weiteren Deportation nach Mauritius umquartiert. Am 25. November 1940 sprengten Mitglieder der zionistischen Untergrundorganisation Haganah ein Leck in die „Patria“ und brachten die Flüchtlinge als Schiffbrüchige an Land, wodurch sie ins britische Mandatsgebiet Palästina einwandern konnte. Bis 1942 lebte sie im Flüchtlingslager Atlit, danach in Haifa und Tel Aviv.

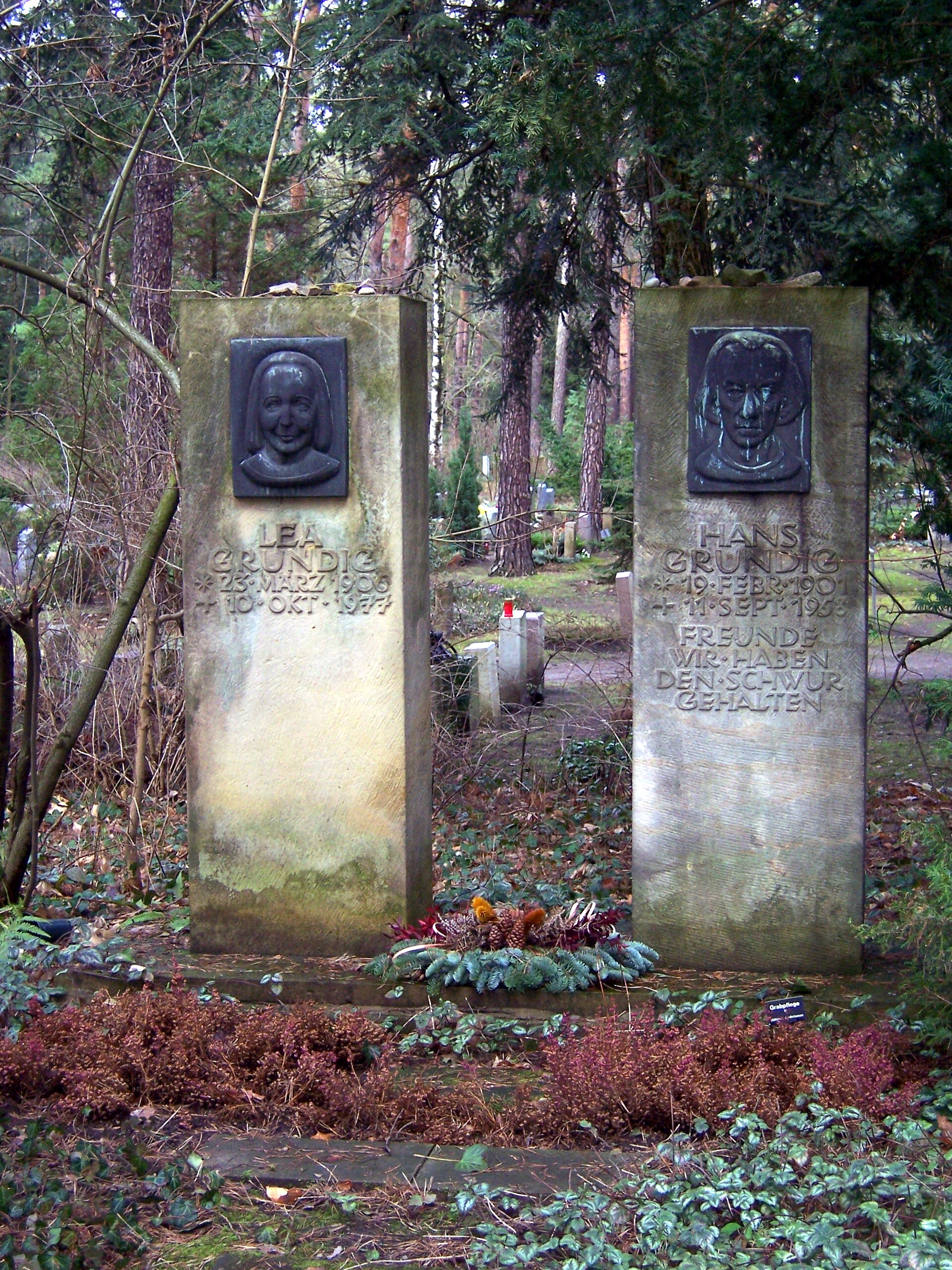
Grab von Lea und Hans Grundig auf dem Dresdner Heidefriedhof

Von November 1948 bis Februar 1949 lebte sie in Prag. Sie kehrte anschließend nach Dresden zurück, wo sie 1949 eine Dozentur und 1951 die Professur für Grafik an der Hochschule für Bildende Künste Dresden erhielt. Während dieser Zeit unternahm sie Reisen in die Volksrepublik China, nach Kuba und Kambodscha. Nach dem Tod ihres Mannes 1958 wurde sie im Jahr 1961 Ordentliches Mitglied der Akademie der Künste der DDR, sagte im Prozess gegen Hans Globke aus und war von 1964 bis 1970 Präsidentin des Verbandes Bildender Künstler. Ab 1967 war sie Mitglied des Zentralkomitees der SED.
Sie hatte in der Sowjetischen Besatzungszone bzw. der DDR eine große Zahl von Einzelausstellungen und Ausstellungsbeteiligungen, u. a. von 1946 bis 1978 von der Allgemeinen Deutschen Kunstausstellung bis zur VIII. Kunstausstellung der DDR in Dresden. 1975 und 1976 waren ihr große Personalausstellungen in Berlin und Dresden gewidmet. Sie starb während einer Mittelmeerreise auf der MS Völkerfreundschaft. Ihr Grab befindet sich neben dem Grab ihres Ehemanns Hans Grundig auf dem Heidefriedhof in Dresden. Der schriftliche Nachlass befindet sich in der Akademie der Künste.

## Selbstreflexion
„Ich wollte die Menschen so darstellen, dass man ihr Elend, ihre Leiden erkannte und zugleich Zorn darüber empfand.“

## Ehrungen

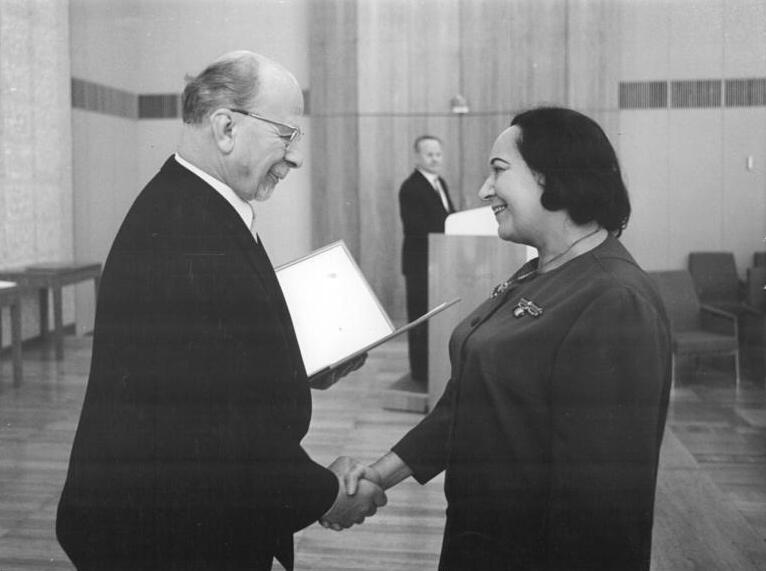
Walter Ulbricht überreicht Lea Grundig den Nationalpreis der DDR I. Klasse (1967)

- 1957: Vaterländischer Verdienstorden in Bronze
- 1958: Nationalpreis der DDR II. Klasse für ihr Gesamtwerk
- 1961: Kunstpreis des FDGB für ihre Zeichnung Drei von der Brigade Makarenko
- 1964: Clara-Zetkin-Medaille
- 1965: Vaterländischer Verdienstorden in Gold
- 1967: Nationalpreis der DDR I. Klasse
- 1970: Ehrenpräsidentin des Verbandes Bildender Künstler
- 1970: Ehrenspange zum Vaterländischen Verdienstorden in Gold
- 1972: Ehrendoktor der Universität Greifswald
- 1972: Martin-Andersen-Nexö-Kunstpreis
- 1976: Karl-Marx-Orden

## Werke (Auswahl)

### Bilder (Auswahl)
- Das Gesicht der Arbeiterklasse, 50 Drucke von Arbeiten aus den Jahren 1929–1977. Verlag Volk und Wissen.
- Blätter wider den Imperialismus, VEB E. A. Seemann Verlag, Leipzig 1975.
- Junge Ärztin aus einer Dresdner Poliklinik.
- Straße in Schwedt.
- Dresden – Neumarkt.

### Buchillustration (Auswahl)
- L. Avital, Naftali Melumad: Keshet, shenaton li-yeladi. Masadah, Tel Aviv 1949.
- Brüder Grimm: Kinder- und Hausmärchen, 3 Bände, 281 Zeichnungen (darunter 16 Farbtafeln) von Lea Grundig. Der Kinderbuchverlag, Berlin(-Ost) 1953/1954.
- Louis Fürnberg: El Shatt. Ein Gedichtzyklus. 13 Zeichnungen von Lea Grundig. Dietz, Berlin 1960
- Lea Grundig: Elfteiliger Bildzyklus zum Manifest der Kommunistischen Partei von Karl Marx und Friedrich Engels. Verlag 8. Mai, Berlin 2020, ISBN 978-3-931745-41-7.[9]

### Schriften
- Zu meinen Illustrationen der Grimmschen Volksmärchen. In: Bildende Kunst, Berlin, Heft 5+6/1954, S. 13–16

- Gesichte und Geschichte. [Autobiografie]. Dietz Verlag, Berlin (DDR) 1958; 10. Aufl. 1984, ISBN 978-3-320-00586-3.
- Über Hans Grundig und die Kunst des Bildermachens. Volk und Wissen Verlag, Berlin (DDR), 1978.
- Kunst in Zeiten des Krieges/Art in Times of War. Rosa-Luxemburg-Stiftung, Berlin 2015 (Dieser Essay Lea Grundigs erschien auf Hebräisch 1944 in Palästina in der Tageszeitung Davar. Anlässlich der Verleihung des Hans-und-Lea-Grundig Preises 2015 wurde der deutsch-englische Text von Thomas Flierl mit einer Einführung von Oliver Sukrow herausgegeben.) Berlin 2015, ISBN 978-3-00-051516-3, (PDF 2,8 MB).

## Weitere bildliche Darstellungen Lea Grundigs

### In der bildenden Kunst
- Hans Grundig: Bildnis meiner Frau (Öl auf Leinwand, 120 × 100 cm, 1929; Neue Nationalgalerie Berlin)[10]
- Hans Grundig: Bildnis Lea Grundig (Öl auf Leinwand, 158 × 99 cm, 1932)[11]
- Hans Grundig: Bildnis Lea Grundig (Öl auf Sperrholz, 92 × 61 cm, 1946; Galerie Neue Meister Dresden)[12]
- Josif Ross[13]: Prof. Lea Grundig (Porträt-Karikatur; 1961, Tusche und Tempera, 34 × 24 cm)[14]

### Fotografische Darstellung
- Christian Borchert: Lea Grundig (1975)[15]

## Stiftung
Im Jahr 1972 zahlte Lea Grundig ein Stiftungsguthaben für die Hans- und Lea-Grundig-Stiftung der Ernst-Moritz-Arndt-Universität ein. Aus den Mitteln der Stiftung sollte alle zwei Jahre ein Preis verliehen werden, der herausragende künstlerische, kunstwissenschaftliche und kunstpädagogische Leistungen von Studierenden und Absolventen des Caspar-David-Friedrich-Instituts für Kunstwissenschaften würdigt. Seit 1996 wurde der Preis nicht mehr verliehen und dies politisch mit der „staatstragenden Haltung“ von Lea Grundig in der DDR begründet. Anfang 2011 übergab die Universität Greifswald die Hans- und Lea-Grundig-Stiftung an die Rosa-Luxemburg-Stiftung. Seit 2015 wird der Hans-und-Lea-Grundig-Preis wieder alle zwei Jahre vergeben.

## Postume Einzelausstellungen (unvollständig)
- 2022: Berlin, Vertretung des Freistaats Sachsen beim Bund, und Humboldt-Universität („Lea Grundig - Unterm Hakenkreuz. Radierungen der Dreißigerjahre aus der Sammlung Maria Heiner, Dresden“)
- 2025: Eberswalde, Kleine Galerie („Ellen Auerbach und Lea Grundig – Zwei Künstlerinnen in Palästina“)[21]